# Giro del Delfinato 2023
Il Giro del Delfinato 2023, settantacinquesima edizione della corsa, valevole come ventitreesima prova dell'UCI World Tour 2023 categoria 2.UWT, si svolse in otto tappe dal 4 all'11 giugno 2023 su un percorso di 1214,1 km, con partenza da Chambon-sur-Lac e arrivo a La Bastille-Grenoble Alpes Métropole, in Francia. La vittoria fu appannaggio del danese Jonas Vingegaard, il quale completò il percorso in 29h28'39", alla media di 37,258 km/h, precedendo il britannico Adam Yates e l'australiano Ben O'Connor.

## Tappe
| Tappa  | Data      | Percorso                                                | km     | Vincitore di tappa | Leader cl. generale |
| ------ | --------- | ------------------------------------------------------- | ------ | ------------------ | ------------------- |
| 1ª     | 4 giugno  | Chambon-sur-Lac > Chambon-sur-Lac                       | 158    | Christophe Laporte | Christophe Laporte  |
| 2ª     | 5 giugno  | Brassac-les-Mines > La Chaise-Dieu                      | 167,5  | Julian Alaphilippe | Christophe Laporte  |
| 3ª     | 6 giugno  | Monistrol-sur-Loire > Le Coteau                         | 194,5  | Christophe Laporte | Christophe Laporte  |
| 4ª     | 7 giugno  | Cours > Belmont-de-la-Loire (cron. individuale)         | 31,1   | Mikkel Bjerg       | Mikkel Bjerg        |
| 5ª     | 8 giugno  | Cormoranche-sur-Saône > Salins-les-Bains                | 191,5  | Jonas Vingegaard   | Jonas Vingegaard    |
| 6ª     | 9 giugno  | Nantua > Crest-Voland                                   | 170,5  | Georg Zimmermann   | Jonas Vingegaard    |
| 7ª     | 10 giugno | Porte-de-Savoie > Col de la Croix-de-Fer                | 148    | Jonas Vingegaard   | Jonas Vingegaard    |
| 8ª     | 11 giugno | Le Pont-de-Claix > La Bastille-Grenoble Alpes Métropole | 153    | Giulio Ciccone     | Jonas Vingegaard    |
| Totale | Totale    | Totale                                                  | 1214,1 |                    |                     |

## Squadre e corridori partecipanti
| N.      | Cod. | Squadra                  |
| ------- | ---- | ------------------------ |
| 1-7     | TJV  | Jumbo-Visma              |
| 11-17   | ACT  | AG2R Citroën Team        |
| 21-27   | TBV  | Bahrain Victorious       |
| 31-37   | IGD  | Ineos Grenadiers         |
| 41-47   | BOH  | Bora-Hansgrohe           |
| 51-57   | SOQ  | Soudal Quick-Step        |
| 61-67   | GFC  | Groupama-FDJ             |
| 71-77   | EFE  | EF Education-EasyPost    |
| 81-87   | ICW  | Intermarché-Circus-Wanty |
| 91-97   | MOV  | Movistar Team            |
| 101-107 | TFS  | Trek-Segafredo           |

| N.      | Cod. | Squadra                |
| ------- | ---- | ---------------------- |
| 111-117 | UAD  | UAE Team Emirates      |
| 121-127 | COF  | Cofidis                |
| 131-137 | UXT  | Uno-X Pro Cycling Team |
| 141-147 | LTD  | Lotto Dstny            |
| 151-157 | JAY  | Team Jayco AlUla       |
| 161-167 | TEN  | TotalEnergies          |
| 171-177 | DSM  | Team DSM               |
| 181-187 | ADC  | Alpecin-Deceuninck     |
| 191-197 | AST  | Astana Qazaqstan Team  |
| 201-207 | ARK  | Team Arkéa-Samsic      |

## Dettagli delle tappe

### 1ª tappa
- 4 giugno: Chambon-sur-Lac > Chambon-sur-Lac - 158 km

Risultati
| Pos. | Corridore          | Squadra     | Tempo    |
| ---- | ------------------ | ----------- | -------- |
| 1    | Christophe Laporte | Jumbo       | 3h43'30" |
| 2    | Matteo Trentin     | UAE         | s.t.     |
| 3    | Rune Herregodts    | Intermarché | s.t.     |

| Pos. | Corridore          | Squadra     | Tempo    |
| ---- | ------------------ | ----------- | -------- |
| 1    | Christophe Laporte | Jumbo       | 3h43'20" |
| 2    | Matteo Trentin     | UAE         | a 4"     |
| 3    | Rune Herregodts    | Intermarché | a 6"     |

### 2ª tappa
- 5 giugno: Brassac-les-Mines > La Chaise-Dieu - 167,3 km

Risultati
| Pos. | Corridore          | Squadra | Tempo    |
| ---- | ------------------ | ------- | -------- |
| 1    | Julian Alaphilippe | Soudal  | 3h54'53" |
| 2    | Richard Carapaz    | EF      | s.t.     |
| 3    | Natnael Tesfatsion | Trek    | s.t.     |

| Pos. | Corridore          | Squadra | Tempo    |
| ---- | ------------------ | ------- | -------- |
| 1    | Christophe Laporte | Jumbo   | 7h38'13" |
| 2    | Julian Alaphilippe | Soudal  | s.t.     |
| 3    | Richard Carapaz    | EF      | a 4"     |

### 3ª tappa
- 6 giugno: Monistrol-sur-Loire > Le Coteau - 194,1 km

Risultati
| Pos. | Corridore          | Squadra | Tempo    |
| ---- | ------------------ | ------- | -------- |
| 1    | Christophe Laporte | Jumbo   | 4h43'28" |
| 2    | Matteo Trentin     | UAE     | s.t.     |
| 3    | Milan Menten       | Lotto   | s.t.     |

| Pos. | Corridore          | Squadra | Tempo     |
| ---- | ------------------ | ------- | --------- |
| 1    | Christophe Laporte | Jumbo   | 12h21'28" |
| 2    | Julian Alaphilippe | Soudal  | a 11"     |
| 3    | Richard Carapaz    | EF      | a 17"     |

### 4ª tappa
- 7 giugno: Cours > Belmont-de-la-Loire – Cronometro individuale - 31,1 km

Risultati
| Pos. | Corridore        | Squadra | Tempo  |
| ---- | ---------------- | ------- | ------ |
| 1    | Mikkel Bjerg     | UAE     | 37'28" |
| 2    | Jonas Vingegaard | Jumbo   | a 12"  |
| 3    | Rémi Cavagna     | Soudal  | a 27"  |

| Pos. | Corridore        | Squadra | Tempo     |
| ---- | ---------------- | ------- | --------- |
| 1    | Mikkel Bjerg     | UAE     | 12h59'19" |
| 2    | Jonas Vingegaard | Jumbo   | a 12"     |
| 3    | Fred Wright      | Bahrain | a 34"     |

### 5ª tappa
- 8 giugno: Cormoranche-sur-Saône > Salins-les-Bains - 191,1 km

Risultati
| Pos. | Corridore          | Squadra | Tempo    |
| ---- | ------------------ | ------- | -------- |
| 1    | Jonas Vingegaard   | Jumbo   | 4h03'42" |
| 2    | Julian Alaphilippe | Soudal  | a 31"    |
| 3    | T. H. Johannessen  | Uno-X   | s.t.     |

| Pos. | Corridore          | Squadra | Tempo     |
| ---- | ------------------ | ------- | --------- |
| 1    | Jonas Vingegaard   | Jumbo   | 17h03'03" |
| 2    | Ben O'Connor       | AG2R    | a 1'10"   |
| 3    | Julian Alaphilippe | Soudal  | a 1'23"   |

### 6ª tappa
- 9 giugno: Nantua > Crest-Voland - 170,2 km

Risultati
| Pos. | Corridore        | Squadra       | Tempo    |
| ---- | ---------------- | ------------- | -------- |
| 1    | Georg Zimmermann | Intermarché   | 4h02'50" |
| 2    | M. Burgaudeau    | TotalEnergies | a 1"     |
| 3    | J. Castroviejo   | Ineos         | a 8"     |

| Pos. | Corridore          | Squadra | Tempo     |
| ---- | ------------------ | ------- | --------- |
| 1    | Jonas Vingegaard   | Jumbo   | 21h06'41" |
| 2    | Ben O'Connor       | AG2R    | a 1'10"   |
| 3    | Julian Alaphilippe | Soudal  | a 1'23"   |

### 7ª tappa
- 10 giugno: Porte-de-Savoie > Col de la Croix-de-Fer - 147,9 km

Risultati
| Pos. | Corridore        | Squadra | Tempo    |
| ---- | ---------------- | ------- | -------- |
| 1    | Jonas Vingegaard | Jumbo   | 4h15'47" |
| 2    | Adam Yates       | UAE     | a 41"    |
| 3    | Jai Hindley      | Bora    | a 53"    |

| Pos. | Corridore        | Squadra | Tempo     |
| ---- | ---------------- | ------- | --------- |
| 1    | Jonas Vingegaard | Jumbo   | 25h22'18" |
| 2    | Adam Yates       | UAE     | a 2'11"   |
| 3    | Ben O'Connor     | AG2R    | a 2'24"   |

### 8ª tappa
- 11 giugno: Le Pont-de-Claix > La Bastille-Grenoble Alpes Métropole - 152,8 km

Risultati
| Pos. | Corridore        | Squadra | Tempo    |
| ---- | ---------------- | ------- | -------- |
| 1    | Giulio Ciccone   | Trek    | 4h06'04" |
| 2    | Jonas Vingegaard | Jumbo   | a 23"    |
| 3    | Adam Yates       | UAE     | a 33"    |

| Pos. | Corridore        | Squadra | Tempo     |
| ---- | ---------------- | ------- | --------- |
| 1    | Jonas Vingegaard | Jumbo   | 29h28'39" |
| 2    | Adam Yates       | UAE     | a 2'23"   |
| 3    | Ben O'Connor     | AG2R    | a 2'56"   |

## Evoluzione delle classifiche
| Tappa              | Vincitore          | Classifica generale Maglia gialla | Classifica a punti Maglia verde | Classifica scalatori Maglia blu a pois | Classifica giovani Maglia bianca | Classifica a squadre |
| ------------------ | ------------------ | --------------------------------- | ------------------------------- | -------------------------------------- | -------------------------------- | -------------------- |
| 1ª                 | Christophe Laporte | Christophe Laporte                | Christophe Laporte              | Donavan Grondin                        | Rune Herregodts                  | UAE Team Emirates    |
| 2ª                 | Julian Alaphilippe | Christophe Laporte                | Christophe Laporte              | Donavan Grondin                        | Rune Herregodts                  | UAE Team Emirates    |
| 3ª                 | Christophe Laporte | Christophe Laporte                | Christophe Laporte              | Donavan Grondin                        | Rune Herregodts                  | UAE Team Emirates    |
| 4ª                 | Mikkel Bjerg       | Mikkel Bjerg                      | Christophe Laporte              | Donavan Grondin                        | Mikkel Bjerg                     | UAE Team Emirates    |
| 5ª                 | Jonas Vingegaard   | Jonas Vingegaard                  | Christophe Laporte              | Donavan Grondin                        | Mikkel Bjerg                     | UAE Team Emirates    |
| 6ª                 | Georg Zimmermann   | Jonas Vingegaard                  | Christophe Laporte              | Mathieu Burgaudeau                     | Mikkel Bjerg                     | UAE Team Emirates    |
| 7ª                 | Jonas Vingegaard   | Jonas Vingegaard                  | Christophe Laporte              | Victor Campenaerts                     | Max Poole                        | Ineos Grenadiers     |
| 8ª                 | Giulio Ciccone     | Jonas Vingegaard                  | Christophe Laporte              | Giulio Ciccone                         | Carlos Rodríguez                 | Ineos Grenadiers     |
| Classifiche finali | Classifiche finali | Jonas Vingegaard                  | Christophe Laporte              | Giulio Ciccone                         | Carlos Rodríguez                 | Ineos Grenadiers     |

Maglie indossate da altri ciclisti in caso di due o più maglie vinte
- Nella 2ª e 4ª tappa Matteo Trentin ha indossato la maglia verde al posto di Christophe Laporte.
- Nella 3ª tappa Maxim Van Gils ha indossato la maglia verde al posto di Christophe Laporte.
- Nella 5ª tappa Fred Wright ha indossato la maglia bianca al posto di Mikkel Bjerg.

## Classifiche finali

### Classifica generale - Maglia gialla
| Pos. | Corridore          | Squadra     | Tempo     |
| ---- | ------------------ | ----------- | --------- |
| 1    | Jonas Vingegaard   | Jumbo       | 29h28'39" |
| 2    | Adam Yates         | UAE         | a 2'23"   |
| 3    | Ben O'Connor       | AG2R        | a 2'56"   |
| 4    | Jai Hindley        | Bora        | a 3'16"   |
| 5    | Jack Haig          | Bahrain     | a 3'47"   |
| 6    | Guillaume Martin   | Cofidis     | a 4'51"   |
| 7    | Louis Meintjes     | Intermarché | a 5'02"   |
| 8    | Torstein Træen     | Uno-X       | a 5'15"   |
| 9    | Carlos Rodríguez   | Ineos       | a 5'19"   |
| 10   | Julian Alaphilippe | Soudal      | a 5'37"   |

### Classifica a punti - Maglia verde
| Pos. | Corridore          | Squadra | Punti |
| ---- | ------------------ | ------- | ----- |
| 1    | Christophe Laporte | Jumbo   | 78    |
| 2    | Jonas Vingegaard   | Jumbo   | 64    |
| 3    | Matteo Trentin     | UAE     | 64    |
| 4    | Julian Alaphilippe | Soudal  | 55    |
| 5    | Adam Yates         | UAE     | 40    |

### Classifica scalatori - Maglia blu a pois
| Pos. | Corridore          | Squadra | Punti |
| ---- | ------------------ | ------- | ----- |
| 1    | Giulio Ciccone     | Trek    | 42    |
| 2    | Victor Campenaerts | Lotto   | 40    |
| 3    | Jonas Vingegaard   | Jumbo   | 32    |
| 4    | Adam Yates         | UAE     | 22    |
| 5    | Julian Alaphilippe | Soudal  | 21    |

### Classifica giovani - Maglia bianca
| Pos. | Corridore         | Squadra  | Tempo     |
| ---- | ----------------- | -------- | --------- |
| 1    | Carlos Rodríguez  | Ineos    | 29h33'58" |
| 2    | Max Poole         | DSM      | a 1'34"   |
| 3    | T. H. Johannessen | Uno-X    | a 2'41"   |
| 4    | Lenny Martinez    | Groupama | a 4'02"   |
| 5    | C. Champoussin    | Arkéa    | a 6'23"   |

### Classifica a squadre
| Pos. | Squadra                | Tempo     |
| ---- | ---------------------- | --------- |
| 1    | Ineos Grenadiers       | 88h40'45" |
| 2    | UAE Team Emirates      | a 3'33"   |
| 3    | Bahrain Victorious     | a 9'54"   |
| 4    | Jumbo-Visma            | a 18'31"  |
| 5    | Uno-X Pro Cycling Team | a 34'18"  |